# Kenneth Connor
Kenneth Connor (Highbury, 6 giugno 1918 – Harrow, 28 novembre 1993) è stato un attore britannico.

## Filmografia parziale

### Cinema
- There Was a Young Lady, regia di Lawrence Huntington (1953)
- The Black Rider, regia di Wolf Rilla (1954)
- Davy, regia di Michael Relph (1958)
- La grande s...parata (Carry On Sergeant), regia di Gerald Thomas (1958)
- Carry On Nurse, regia di Gerald Thomas (1959)
- Carry On Teacher, regia di Gerald Thomas (1959)
- Carry On Constable, regia di Gerald Thomas (1960)
- Carry On Regardless, regia di Gerald Thomas (1961)
- Nearly a Nasty Accident, regia di Don Chaffey (1961)
- Carry On Cruising, regia di Gerald Thomas (1962)
- Carry On Cabby, regia di Gerald Thomas (1963)
- Carry On Cleo, regia di Gerald Thomas (1964)
- Captain Nemo and the Underwater City, regia di James Hill (1969)
- Carry On Up the Jungle, regia di Gerald Thomas (1970)
- Carry On Henry, regia di Gerald Thomas (1971)
- Carry On Matron, regia di Gerald Thomas (1972)
- Carry On Abroad, regia di Gerald Thomas (1972)
- Carry On Girls, regia di Gerald Thomas (1973)
- Carry On Dick, regia di Gerald Thomas (1974)
- Carry On Behind, regia di Gerald Thomas (1975)
- Carry On England, regia di Gerald Thomas (1976)
- Carry On Emmannuelle, regia di Gerald Thomas (1978)

### Televisione
- The Ted Ray Show (1956-1958)
- Hi, Summer! (1957-1960)
- Carry On Laughing (1975)
- 'Allo 'Allo! (1984-1992)
- Hi-de-Hi! (1986-1988)